# 20 de Noviembre, El Porvenir
20 de Noviembre är en ort i Mexiko.   Den ligger i kommunen El Porvenir och delstaten Chiapas, i den sydöstra delen av landet, 900 km sydost om huvudstaden Mexico City. 20 de Noviembre ligger 1 706 meter över havet och antalet invånare är 121.
Terrängen runt 20 de Noviembre är bergig österut, men västerut är den kuperad. Runt 20 de Noviembre är det ganska tätbefolkat, med 179 invånare per kvadratkilometer. Närmaste större samhälle är Motozintla de Mendoza, 5,5 km sydväst om 20 de Noviembre. I omgivningarna runt 20 de Noviembre växer huvudsakligen savannskog.